# Cíniras

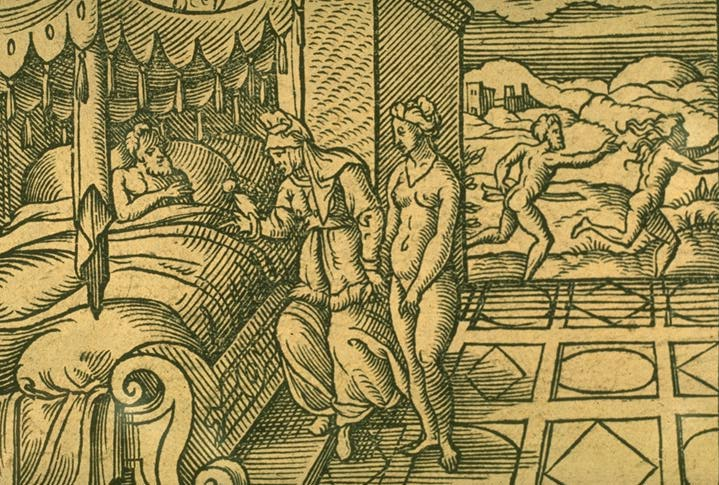
Xilografía de Virgil Solis para una edición de la obra de Ovidio Las metamorfosis: Mirra y Cíniras.

En la mitología griega, Cíniras (en griego antiguo, Κινύρας) era un rey de Chipre y el primero que, según la tradición, reinó en la isla. A menudo a Cíniras se le asocia con el culto a Afrodita. Se cree que la ciudad de Cinirea o Ciniras deriva su nombre del propio Cíniras. Es mencionado como un dulce sacerdote de Afrodita y también como uno de los amados por Apolo o bien fue la propia Afrodita quien lo amó.

## Ascendencia
En cuanto a su ascendencia, no hay una tradición común. La Biblioteca mitológica remonta su abolengo hasta la casa de Cécrope. El padre de Cíniras, Sándoco, marchó desde Siria a Cilicia y fundó la ciudad de Celénderis. Su madre era una tal Fárnace, hija de Megasares, rey de los hirios. Otras versiones hacen a Cíniras hijo de Pafo, a su vez hijo de Eos y Céfalo. O bien es hijo de Apolo y la ninfa Pafo, o de Apolo sin especificar la consorte. También los hay quienes dicen que Cíniras era hijo de un tal Eurimedonte y la ninfa Pafia, o bien de Pafo, la hija de Pigmalión, o acaso de una tal Amatusa —en tal caso el nombre masculino, Ámato, un hijo de Heracles, es el héroe epónimo del pueblo chipriota de Amato—.

## Rey de Chipre
Procedente de Asia, Cíniras se instaló en Chipre y fundó la ciudad de Pafos,
donde gobernó muy prósperamente. De hecho, las riquezas de Cíniras, como las de Creso, se hicieron proverbiales en la antigüedad. También se le recuerda como el fundador de la ciudad de Esmirna, a la que bautizó con el nombre de su hija, y de Cirineia, a la que puso su propio nombre. Introdujo en la isla el culto de Afrodita, por el que luego se haría famosa. Cíniras fue el primer sacerdote de Afrodita Pafia, título que fue heredándose entre sus descendientes, los cirínadas. Consagró el templo de la diosa en Pafos, que había mandado construir al célebre Erias, y, según Luciano, otro semejante en el Líbano.
Cíniras fue también adivino, descubridor de las minas de cobre de Chipre e inventor de las tejas y de instrumentos tan útiles como las tenazas, el martillo, la palanca y el yunque. Fue también famoso por su hermosura.

## En la guerra de Troya
Durante su reinado, tuvo lugar la Guerra de Troya, que en principio no le fue indiferente. Cuando Taltibio, Menelao y Odiseo se presentaron en su corte reclamando ayuda, Cíniras les dio un peto para Agamenón, y les prometió acudir junto a los aliados con cincuenta naves. Pero solo envió a Troya una embarcación capitaneada por su hijo Migdalión, y las otras cuarenta y nueve naves las modeló en arcilla y las lanzó al mar.

## Matrimonios y relación incestuosa
En la Biblioteca mitológica se dice que Cíniras fundó Pafos; y habiéndose desposado allí con Metarme, hija de Pigmalión, rey de Chipre, engendró a Oxíporo y a Adonis, y además a sus hijas Orsédice, Laógora y Bresia. Éstas por la ira de Afrodita fueron forzadas a cohabitar con extranjeros y terminaron su vida en Egipto.
En las fuentes tardías se nos habla de la relación incestuosa que mantuvo Cíniras con su hija Esmirna, habida por una tal Cencreide, y cuya leyenda es uno de los orígenes de Adonis. Cencreide se jactó de que su hija era más bella que la misma Afrodita, y la diosa, que no toleraba semejantes comparaciones, planeó una terrible venganza. A las tres primeras hijas de Cíniras las indujo a convertirse en prostitutas, y a Esmirna le inspiró una pasión incestuosa por su padre.
No pudiendo refrenar sus impulsos, Esmirna obligó a su nodriza a que emborrachara a su padre, tras lo cual se introdujo de noche en su lecho. De esta relación incestuosa nacería Adonis, que tal como predijo el oráculo a su padre sería el más justo y admirable de todos los hombres, pero dos divinidades acabarían destruyéndolo. Cuando Cíniras se dio cuenta de lo que había pasado, cogió una espada y trató de matar a su hija. Esmirna huyó, atravesó Arabia, la Panquea y llegó hasta el país de los sabeos, donde Afrodita transformó a Esmirna en el árbol de la mirra.

## Destino
Hay varias versiones acerca del destino de Cíniras: en una de ellas, se dice que se suicidó tras el incesto cometido con su hija Esmirna; según otra, tuvo gran longevidad: llegó a los 160 años. Otra tradición señala que el episodio de los barcos de miniatura que envió a Troya provocó tal ira en Agamenón que éste reclamó venganza a Apolo. El dios retó entonces a Cíniras (que según esta versión era su propio hijo) a un torneo de lira en el que fue derrotado y Cíniras, humillado, se suicidó. Fue enterrado en Pafos, en el templo de Afrodita que él mismo había mandado construir.
Sus hijas se arrojaron al mar cuando se enteraron de la muerte de su padre, y fueron transformada entonces en alciones.

## Descendencia
- Adonis (con Metarme[5]o Esmirna)[18][19]
- Amaraco — servía en el palacio como dispensador de perfumes, y dio su nombre a la planta del amaraco.[22]
- Bresia (con Metarme) — fue forzada a prostituirse en Egipto.[5]
- Cipro —  heroína epónima de Chipre.[23]
- Cureo —  epónimo del pueblo de Curión.[24]
- Esmirna (con Cencreide) — madre y a la vez abuela de Adonis.[18][19]
- Laódice —  Élato se desposó con ella, y de esta unión nacieron Estínfalo y Pereo, de la genealogía arcadia.[25]
- Laógora (con Metarme) — fue forzada a prostituirse en Egipto.[5]
- Marieo —  epónimo del pueblo de Marión.[26]
- Migdalión — capitanéo la única nave enviada por Cíniras durante la guerra de Troya.[15]
- Mírice —  se consumió tanto por la tristeza que fue metamorfoseada en el árbol del tamarisco.[27]
- Orsédice (con Metarme) — fue forzada a prostituirse en Egipto.[5]
- Oxíporo (con Metarme) — su sucesor en el trono.[5]
- Una hija innominada de Cíniras fue la consorte de Teucro,[28] que pudiera ser la misma referida como «Eune, hija de Cipro».[29]

| Predecesor: Pigmalión o Pafos | Reyes míticos de Chipre | Sucesor: Oxíporo |

## Otros personajes del mismo nombre
1. Un caudillo de los ligures que fue aliado de Eneas en Italia.